# 清田区
清田区（きよたく）は、札幌市の行政区。区名は、厚別川沿いの低地に広がる美しい清らかな水田地帯という意味でつけられた字名に由来している。

## 地理
札幌市の南東部に位置しており、区域は東西7.8 km、南北15.3 kmある。白石区と厚別区とは東北通、豊平区とは吉田川、羊ケ丘、山部川、南区とは南西部、北広島市とは大曲川、恵庭市とは南部の丘陵地で接している。清田区一帯は樽前山や恵庭岳の噴火によって形成した「月寒台地」の一部であり、清田・北野・平岡地区などに火山灰の積もった小高い丘として残っている。白旗山には札幌市内最大の市有林がある。
- 山：白旗山 (322 m)
- 河川：厚別川、山部川、清田川、吉田川、三里川
- 滝：有明の滝、有明小滝

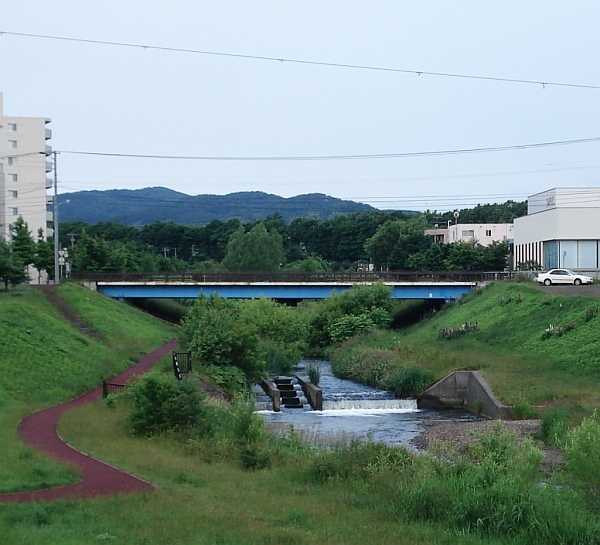
厚別川（2011年6月）
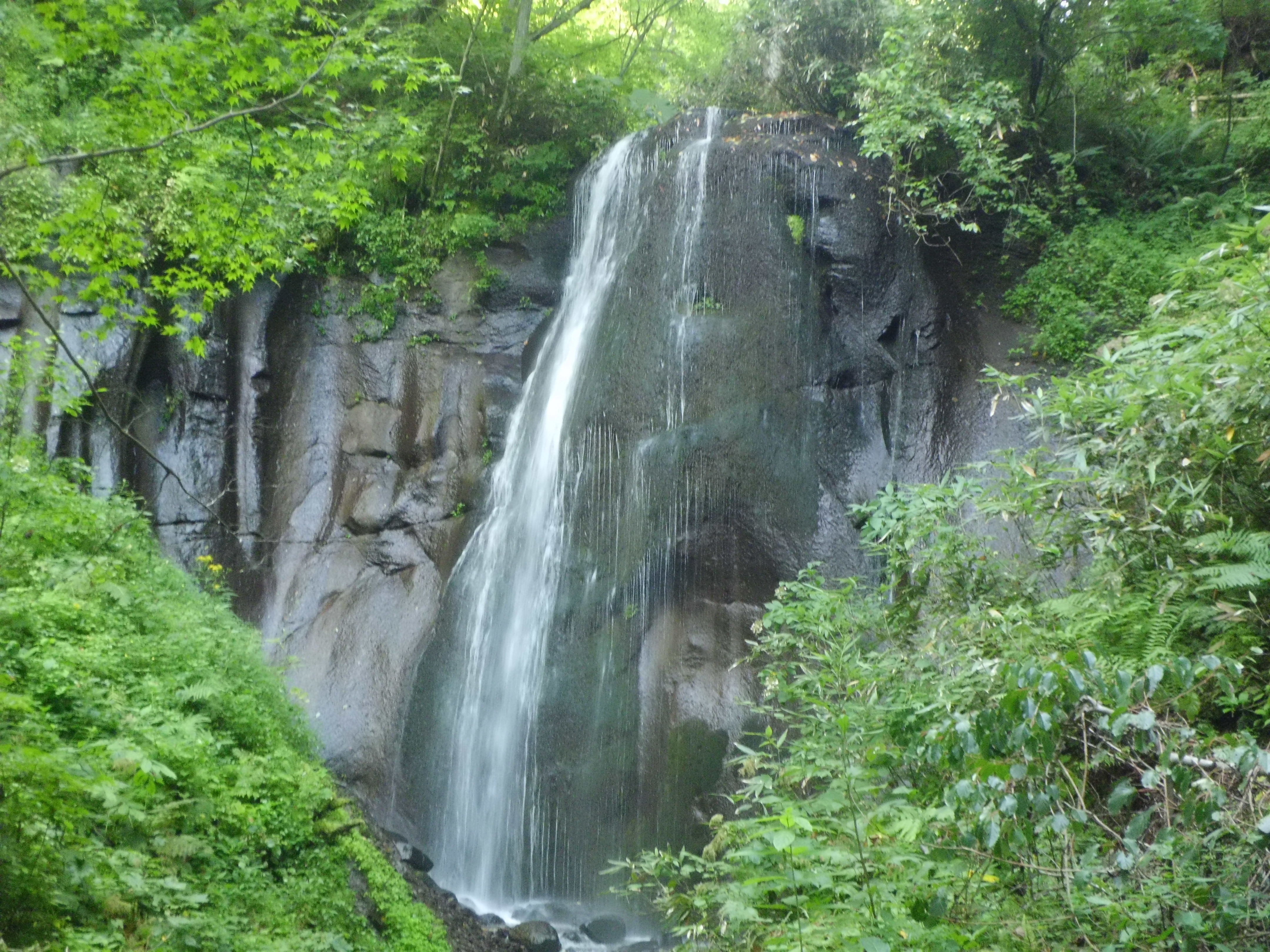
有明の滝（2015年8月）

### 気候
札幌市内でも札幌管区気象台がある中央区は日本海側気候の影響が強いが、清田区は太平洋側気候や内陸性気候の特色があり、気象観測は隣接している北広島市や恵庭市に近いデータとなる。冬季は晴れる日が比較的多いため放射冷却になる傾向があり、札幌市内では厚別区とともに朝晩の冷え込みが厳しくなる。特に、厳冬期の晴れた朝などには-20℃近くまで下がることもあるが、積雪量は少ない。一方、夏季の気温は過ごしやすく、札幌の都心部に見られるヒートアイランドの影響も少ない。

### 人口
札幌市10区の中では最も人口が少ない区であり、南区や厚別区とともに人口減少の傾向が見られる。一方、1世帯当たりの人員は札幌市10区の中で最も多い区になっている。

## 歴史
「略年譜」参照
- 1857年（安政04年）：銭函—豊平—千歳間道路開削（千歳越道路）。
- 1869年（明治02年）：木村某が現在の真栄通辺りで通行屋設置。
- 1873年（明治06年）：札幌本道（室蘭街道、国道36号の前身）開通。長岡重治が月寒から移住。
- 1874年（明治07年）：豊平村開村。
- 1878年（明治11年）：長岡徳太郎が通行屋設置。
- 1885年（明治18年）：厚別神社創建。
- 1890年（明治23年）：篠路屯田兵給与地として公有地開拓。
- 1891年（明治24年）：吉田善太郎らが厚別川に用水路（吉田用水）造成。
- 1902年（明治35年）：豊平村、平岸村、月寒村が合併し、豊平村となる。
- 1908年（明治41年）：町制施行し、豊平町となる。
- 1944年（昭和19年）：字名改正によりアシリベツ本通、アシリベツ南通、アシリベツ北通、通称坂が清田、真栄、北野、平岡と改称し、三里塚、公有地が里塚、有明と改称。
- 1953年（昭和28年）：国道36号完全舗装道路完成（通称「弾丸道路」）。
- 1961年（昭和36年）：豊平町が札幌市と合併。清田団地造成。
- 1963年（昭和38年）：八望台団地造成。
- 1965年（昭和40年）：里塚霊園造成開始。
- 1970年（昭和45年）：北野団地、真栄団地造成。
- 1971年（昭和46年）：国道36号新道路（上北野—里塚）開通。
- 1972年（昭和47年）：札幌市が政令指定都市に移行し、行政区制施行。豊平区となり、清田出張所設置。
- 1983年（昭和58年）：清田地区郷土館開館（1988年にあしりべつ郷土館と改称）。
- 1984年（昭和59年）：平岡樹芸センターオープン。
- 1990年（平成02年）：羊ケ丘通（札幌市内区間）全線開通。札幌ハイテクヒル真栄分譲開始。札幌市白旗山競技場完成。
- 1991年（平成03年）：平岡公園開園。
- 1994年（平成06年）：豊平区役所清田分庁舎完成。
- 1997年（平成09年）：豊平区から分区し、清田区となる。清田区総合庁舎（区役所・保健センター・消防署・図書館）開設。札幌市清田区体育館・札幌市清田温水プール開設。札幌市清田区土木センター開設。大曲橋（大曲通）開通。
- 1998年（平成10年）：札幌市清田区民センター開設。『清田ふれあい区民まつり』初開催。
- 2001年（平成13年）：札幌新道（厚別中央通—国道274号）開通（2015年に厚別東通まで開通）、札幌南ICフルIC化。羊ケ丘通（北海道道1147号大曲工業団地美しが丘線）開通。
- 2004年（平成16年）：青葉平岡通全線開通。
- 2006年（平成18年）：美しが丘交番開設。

## 公共施設
- 札幌市清田区民センター
- 札幌市清田保健センター（清田区役所内）
- 札幌市清田区土木センター
- 札幌市里塚・美しが丘地区センター
- 札幌市清田老人福祉センター
- 札幌市清田区保育・子育て支援センター「ちあふる・きよた」
- あいワーク清田（清田区役所内）
- 札幌市里塚斎場
- 里塚霊園

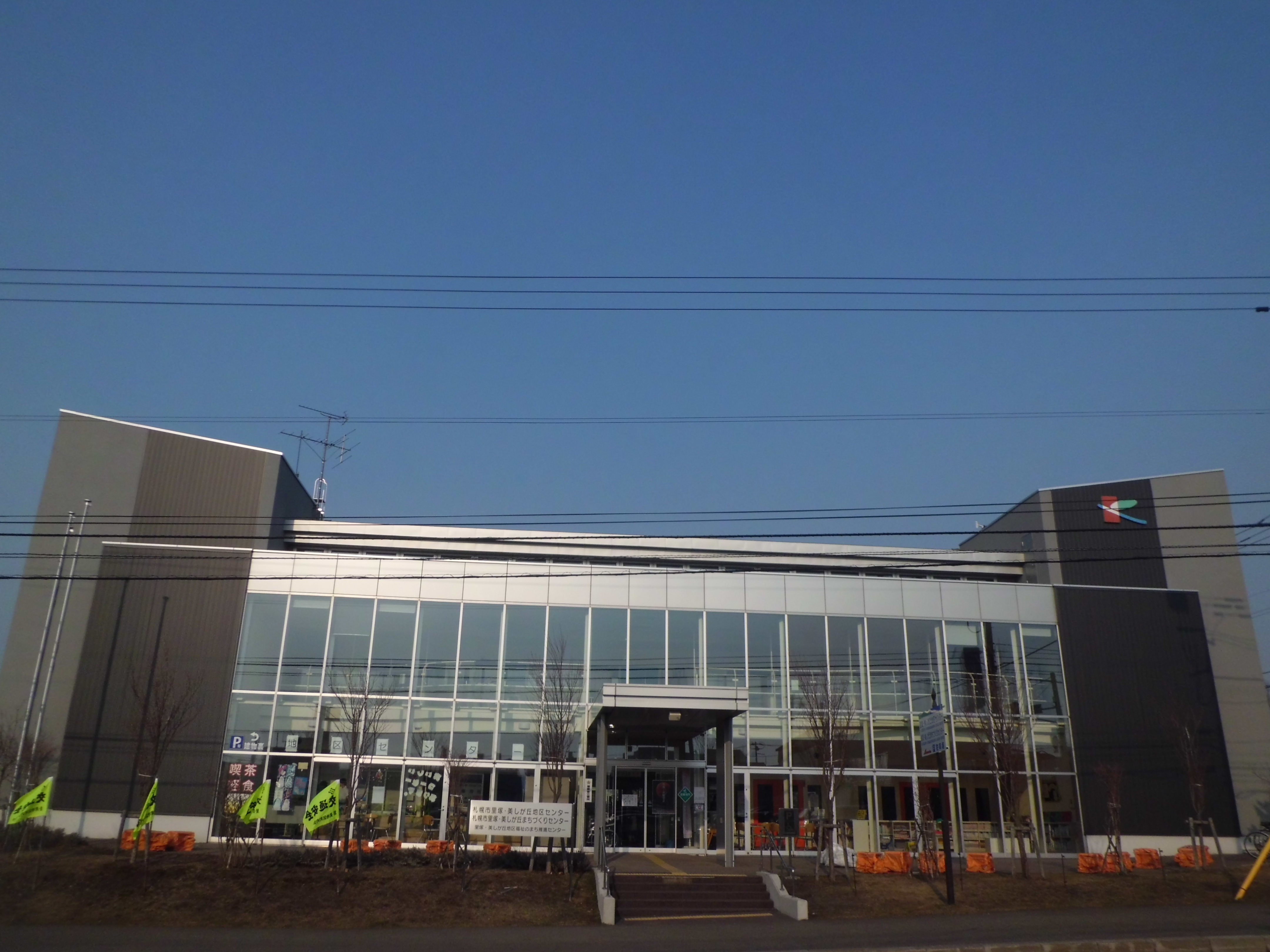
札幌市里塚・美しが丘地区センター（2015年3月）

### 文化施設
- あしりべつ郷土館（清田区民センター内）
- 札幌市清田図書館（清田区役所内4階）

### スポーツ施設
- 札幌市清田区体育館・札幌市清田温水プール
- 平岡公園
  - 野球場
  - 庭球場
- 清田南公園庭球場
- 札幌スタジアム
- 札幌市白旗山競技場

## 公的機関

### 警察
- 豊平警察署[7]（所在地は豊平区）
  - 中央通交番（清田区平岡1-5-4-3）
  - 清田交番（清田区清田1-4-3-1）
  - 北野交番（清田区北野4-5-4-60）
  - 美しが丘交番（清田区美しが丘3-4-1-33）
  - 緑ヶ丘交番（清田区里塚緑ヶ丘1-14-26）

### 消防
- 札幌市清田消防署
  - 北野出張所、里塚出張所

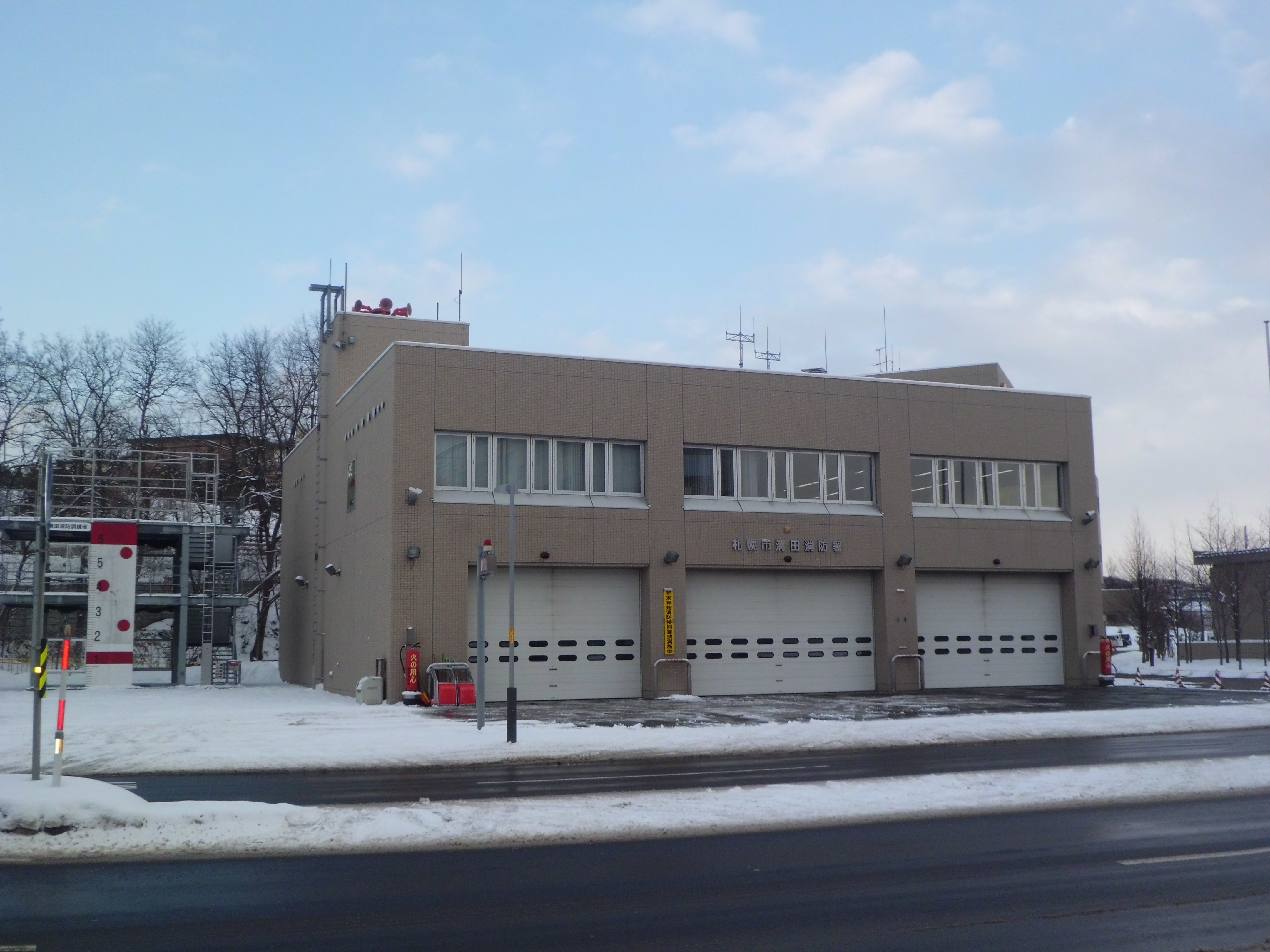
清田消防署（2014年12月）

### 病院
「医療機関名簿（清田区）」参照
- あしりべつ病院
- 美しが丘病院
- 札幌清田整形外科病院
- 札幌清田病院
- さっぽろ香雪病院
- 札幌里塚病院
- 札幌整形循環器病院
- 札幌平岡病院
- 札幌南徳洲会病院
- 札幌緑愛病院
- 真栄病院

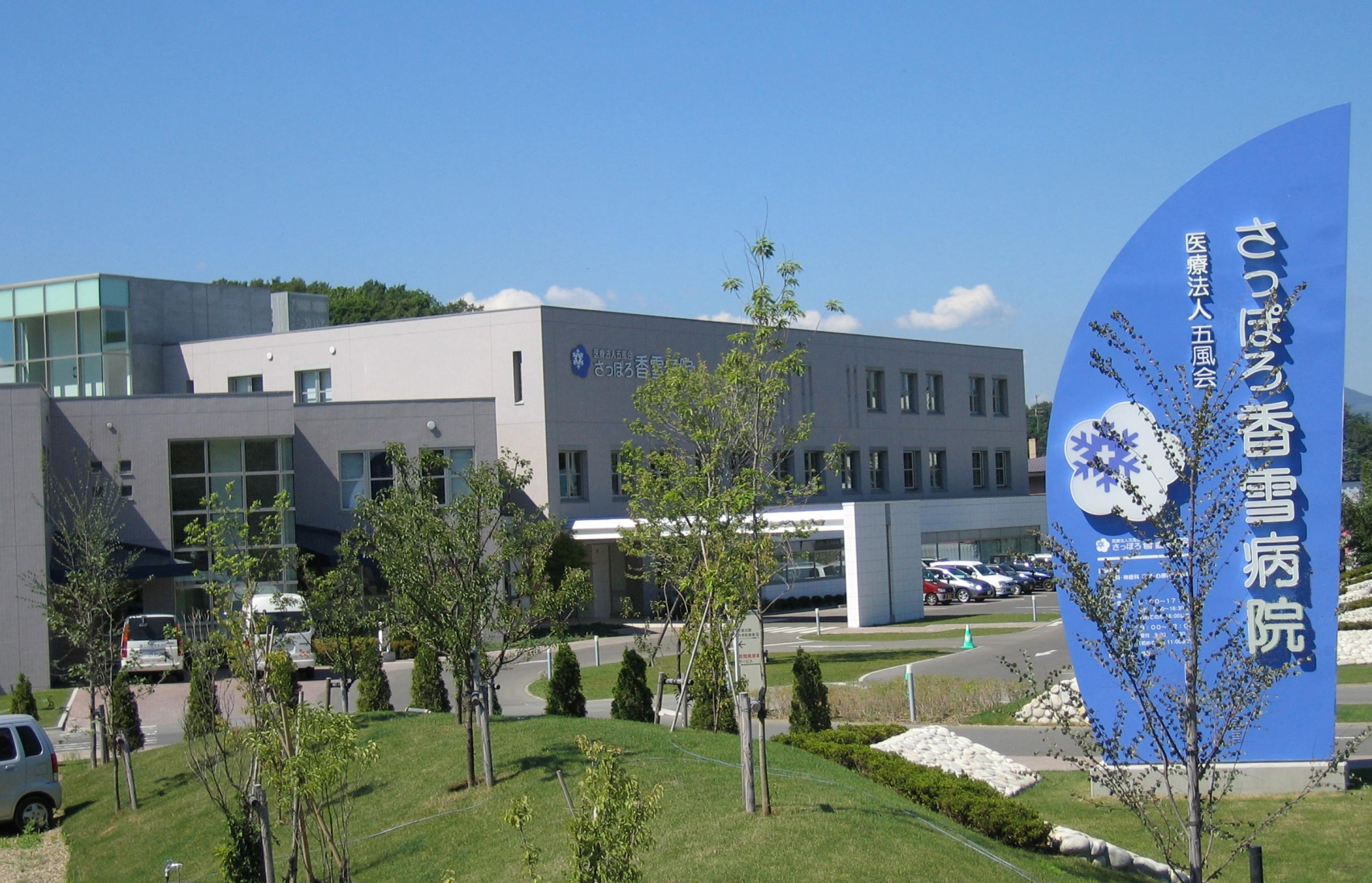
さっぽろ香雪病院（2007年9月）

## 教育機関

### 大学・短期大学
- 札幌国際大学
- 札幌国際大学短期大学部

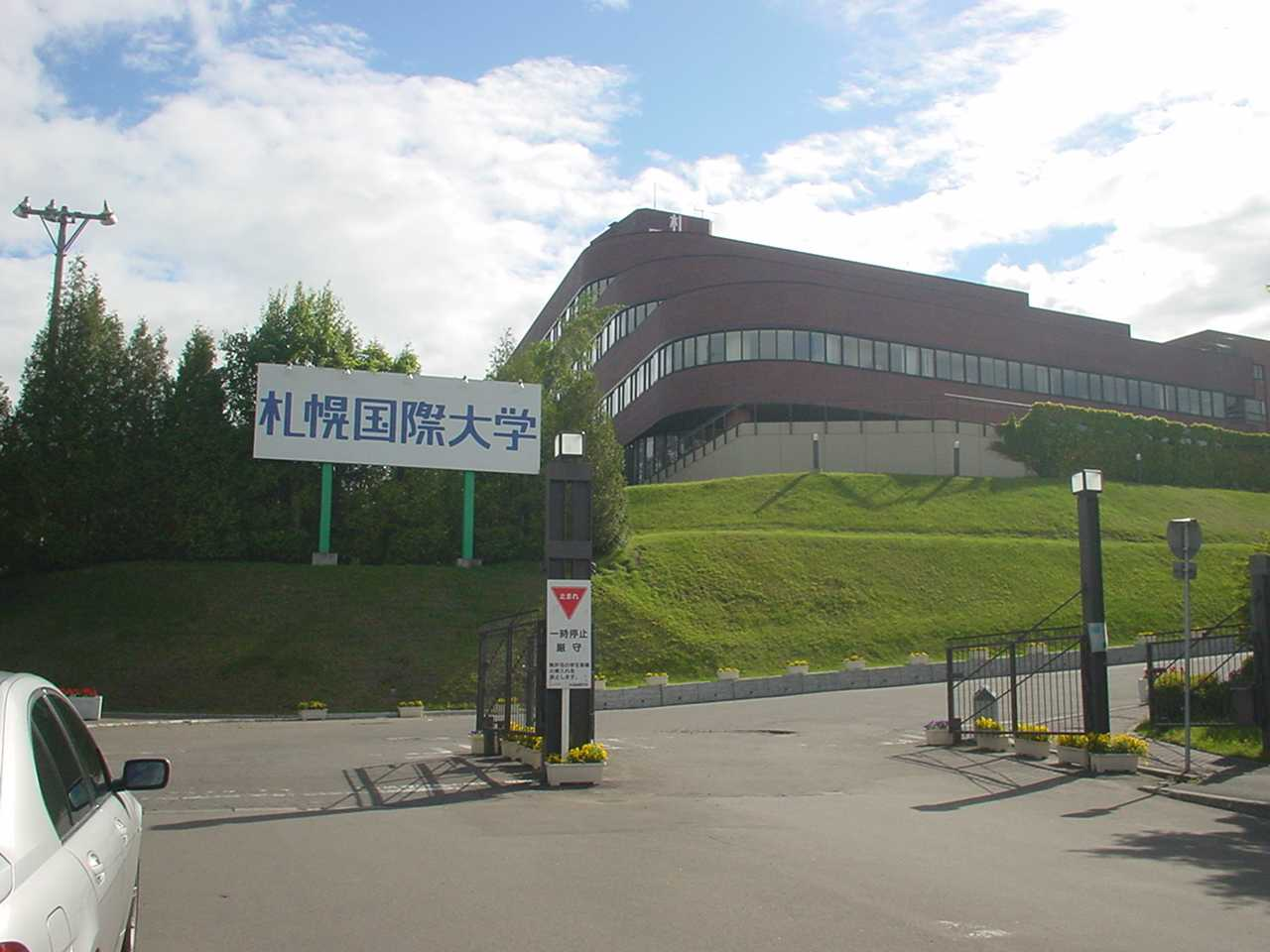
札幌国際大学（2006年6月）

### 高等学校
道立
- 北海道札幌平岡高等学校
- 北海道札幌真栄高等学校

市立
- 市立札幌清田高等学校

### 中高一貫校
- 北嶺中学校・高等学校

### 中学校
- 札幌市立清田中学校
- 札幌市立北野中学校
- 札幌市立平岡中学校
- 札幌市立北野台中学校
- 札幌市立真栄中学校
- 札幌市立平岡中央中学校
- 札幌市立平岡緑中学校

### 小学校
- 札幌市立清田小学校
- 札幌市立有明小学校
- 札幌市立三里塚小学校
- 札幌市立北野小学校
- 札幌市立清田南小学校
- 札幌市立北野台小学校
- 札幌市立北野平小学校
- 札幌市立清田緑小学校
- 札幌市立平岡小学校
- 札幌市立真栄小学校
- 札幌市立平岡南小学校
- 札幌市立平岡中央小学校
- 札幌市立美しが丘小学校
- 札幌市立平岡公園小学校
- 札幌市立美しが丘緑小学校

### 認定こども園
市立
- 札幌市立認定こども園にじいろ

私立
- 認定こども園札幌真栄東保育園
- 札幌国際大学付属認定こども園
- 認定こども園札幌南清田保育園
- 認定こども園ひかり
- 認定こども園清田保育園
- アルプス認定こども園[9]
- 認定こども園札幌杉の子保育園
- 認定こども園北野しらかば幼稚園・保育園[9]
- 認定こども園札幌きたの幼稚園
- 認定こども園つみき
- 認定こども園からまつ保育園
- 花山認定こども園
- 認定こども園札幌あさひ保育園

### 幼稚園
- 清田幼稚園[9]
- 里塚幼稚園[9]
- 平ケ岡幼稚園[9]
- 美しが丘幼稚園[9]

### 認可保育所
- 清田保育園[10]
- 札幌北野保育園[10]
- さわやか保育園[10]

### 学校教育以外の施設
- 北海道朝鮮初中高級学校
- 美しが丘自動車学校

## 経済・産業

### 産業団地
- 札幌ハイテクヒル真栄

### 組合
- 札幌市農業協同組合（JAさっぽろ）清田支店・東経済センター
- 札幌石材商工業協同組合

### 商業施設
ショッピングセンター
- イオン北海道（イオングループ）
  - イオンモール札幌平岡
  - イオンタウン札幌平岡

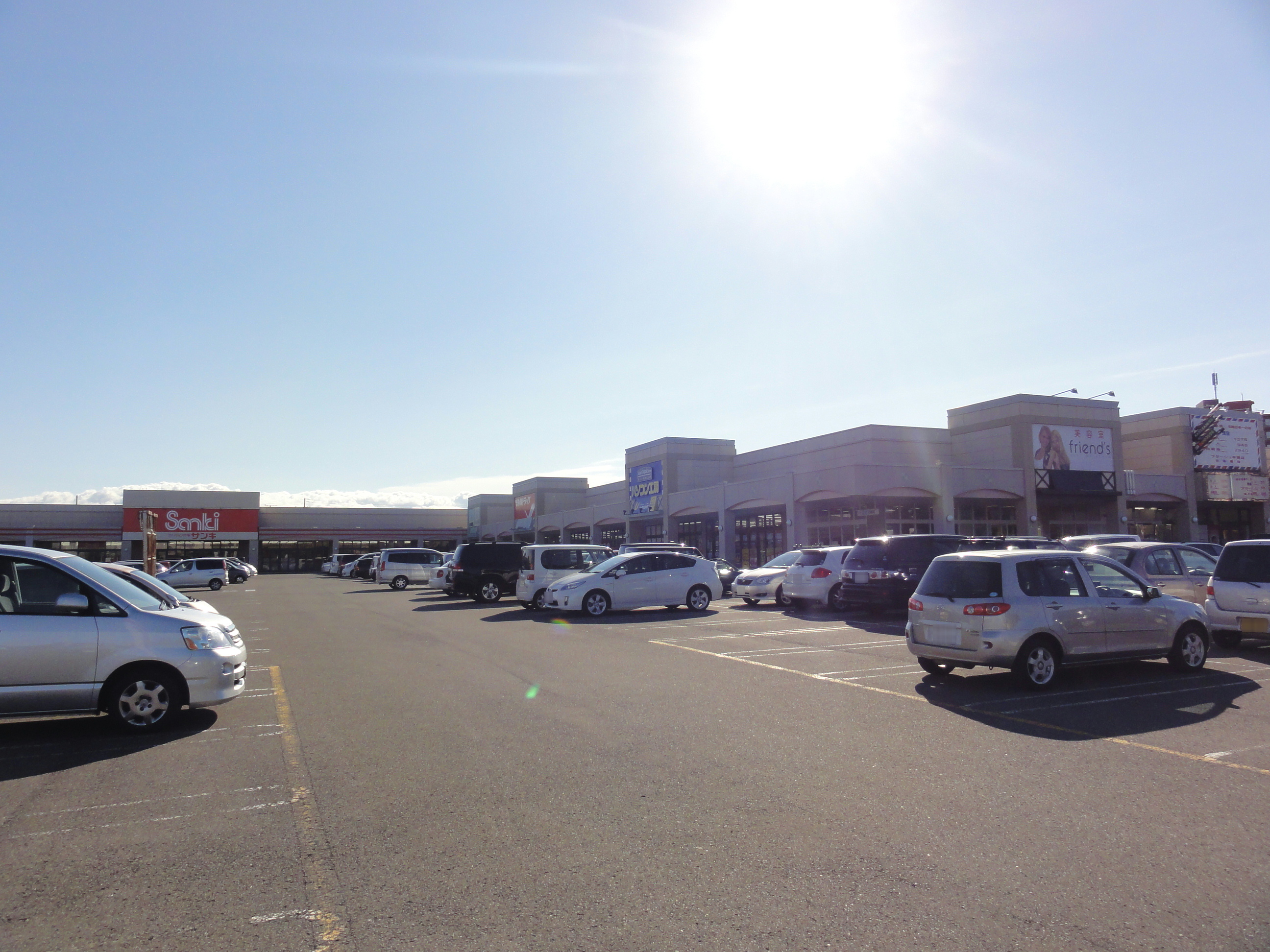
イオンタウン札幌平岡（2012年8月）
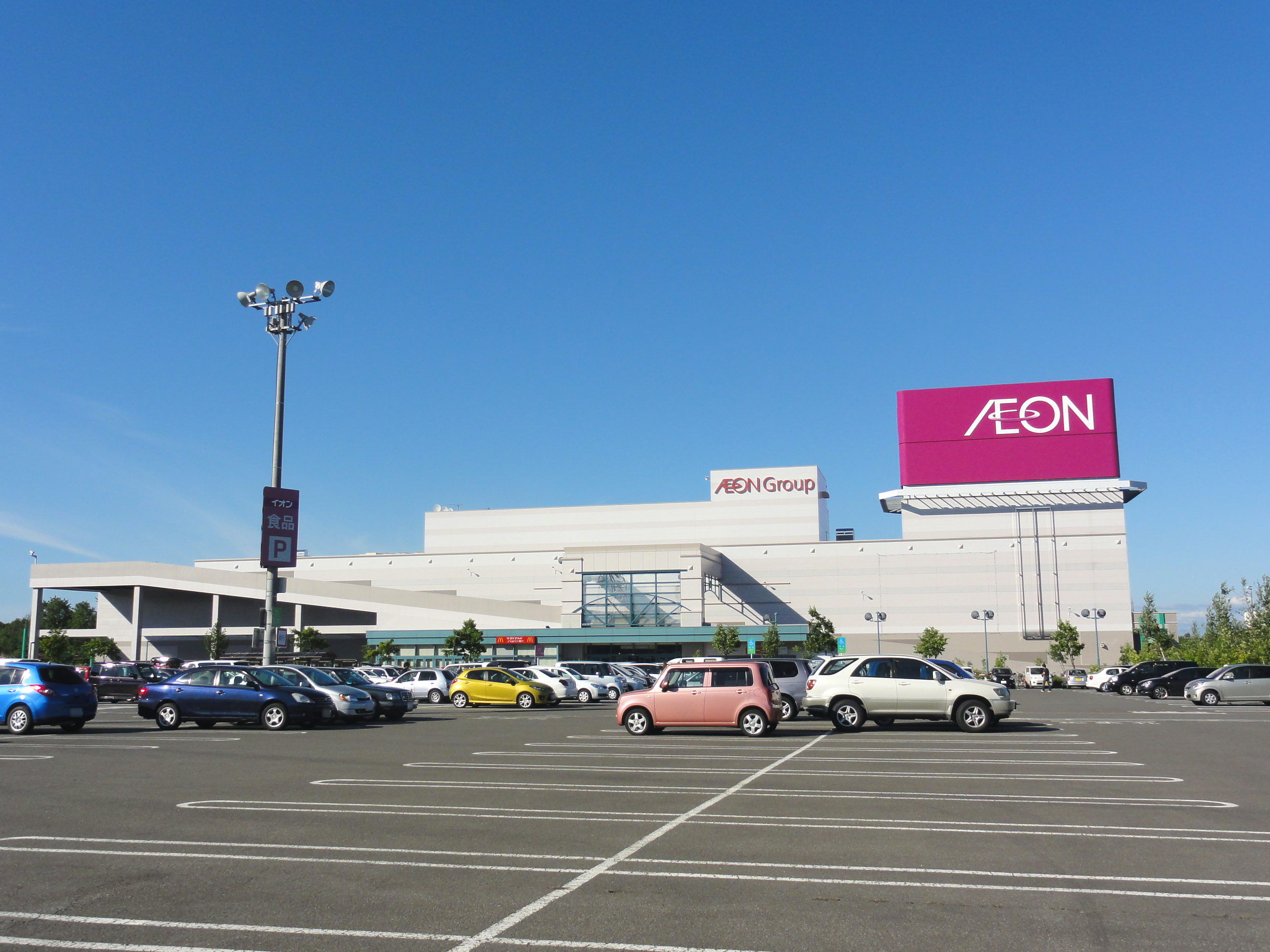
イオンモール札幌平岡（2012年8月）

スーパーマーケット・ディスカウントストア
- イオン北海道（イオングループ）
  - イオン札幌平岡店（イオンモール札幌平岡内）
  - マックスバリュ北野店
  - イオン札幌清田店（旧西友清田店）
- ラルズ（アークスグループ）
  - スーパーアークス北野店
  - ビッグハウス里塚店
- 東光ストア（アークスグループ）
  - 真栄店
  - 平岡店
- 生活協同組合コープさっぽろ
  - 平岡店
- 北雄ラッキー
  - 清田店
- ダイイチ（セブン&アイグループ）
  - 清田店
- 豊月
  - フードD365 平岡食彩館（旧平岡食彩館）
  - フードD 生鮮市場 美しが丘店（旧フードD7→美しが丘食彩館→Value店→365Value店）
- ホクレン商事
  - ホクレンショップFoodFarm平岡公園通り店
- 産直
  - 産直生鮮市場平岡店
  - 産直生鮮市場北野店
- 津司
  - アウトレット卸売スーパー平岡店
  - 卸売スーパー清田店
- 大槻食材
  - C&Cキャロット真栄店
- ドン・キホーテ（パン・パシフィック・インターナショナルホールディングス）
  - 平岡店
- 神戸物産
  - 業務スーパー清田店(G-7スーパーマート)
- コストコホールセール・ジャパン
  - 札幌倉庫店
- ナカノフーズ
  - カウボーイ北野店
- ロピア（OICグループ）
  - ビバホーム清田店（スーパービバホーム 清田羊ヶ丘通店内）

### 金融機関
銀行
- 北洋銀行清田区役所前支店、東月寒支店、北野支店
- 北海道銀行清田支店、美しが丘出張所

協同組織金融機関
- 北海道信用金庫清田支店、北野通支店、平岡支店
- 稚内信用金庫清田支店
- 札幌中央信用組合東北通支店、平岡支店
- 北央信用組合清田支店
- 北海道労働金庫札幌平岡支店
- JAバンク北海道（北海道信用農業協同組合連合会）JAさっぽろ清田支店

### 郵便
区内集配業務は厚別郵便局が担当。
- 清田郵便局- 清田区清田1条4丁目
- 札幌清田南郵便局 - 清田区清田6条2丁目
- 札幌北野通郵便局 - 清田区北野3条2丁目
- 札幌北野郵便局 - 清田区北野7条5丁目
- 札幌北野六条郵便局 - 清田区北野6条2丁目
- 札幌里塚郵便局 - 清田区里塚2条2丁目
- 札幌平岡公園郵便局 - 清田区平岡公園東3丁目
- 札幌平岡郵便局 - 清田区平岡6条2丁目
- 札幌美しが丘郵便局 - 清田区美しが丘2条2丁目
- 札幌美しが丘南公園前郵便局 - 清田区美しが丘2条7丁目
- 札幌羊ヶ丘通郵便局 - 清田区清田2条2丁目
- 札幌真栄郵便局 - 清田区真栄4条2丁目
- 札幌平岡イオン郵便局 - 清田区平岡3条5丁目
- 札幌緑ケ丘郵便局 - 清田区里塚緑ヶ丘2丁目

### 宅配便
- ヤマト運輸札幌主管支店
  - 札幌美しが丘センター・札幌清田センター・平岡公園センター
- 佐川急便札幌営業所、北海道航空営業所（所在地は白石区）
- 日本通運札幌支店札幌自動車事業所（所在地は白石区）

## 交通
札幌市10区の中で唯一、鉄道路線が通っていない。バスからの乗り継ぎ指定地下鉄駅は札幌市営地下鉄東豊線福住駅、札幌市営地下鉄東西線南郷18丁目駅・大谷地駅・新さっぽろ駅である。なお、札幌市営地下鉄東豊線を清田区役所付近まで延伸する構想がある。

### バス
路線バス
- 北海道中央バス 平岡営業所が区内に所在。また、区内では平岡営業所の他、大曲営業所、白石営業所、千歳営業所が路線を運行
- ジェイ・アール北海道バス 区内では厚別営業所が運行する空知線が運行

空港連絡バス
- 北都交通

### 道路
- 高速道路
  - 道央自動車道（北海道縦貫自動車道）：札幌南IC/TB
- 一般国道
  - 国道36号
- 主要地方道（主要市道）
  - 札幌市主要市道9903号羊ケ丘線（羊ケ丘通）
- 一般道道
  - 北海道道341号真駒内御料札幌線
  - 北海道道1138号厚別平岡線
  - 北海道道1147号大曲工業団地美しが丘線（羊ケ丘通）

## 観光・レジャー
- あしりべつ郷土館
- 平岡公園
  - 平岡梅林
- 平岡樹芸センター
- 札幌ふれあいの森
- 白旗山都市環境林
- 有明の滝自然探勝の森

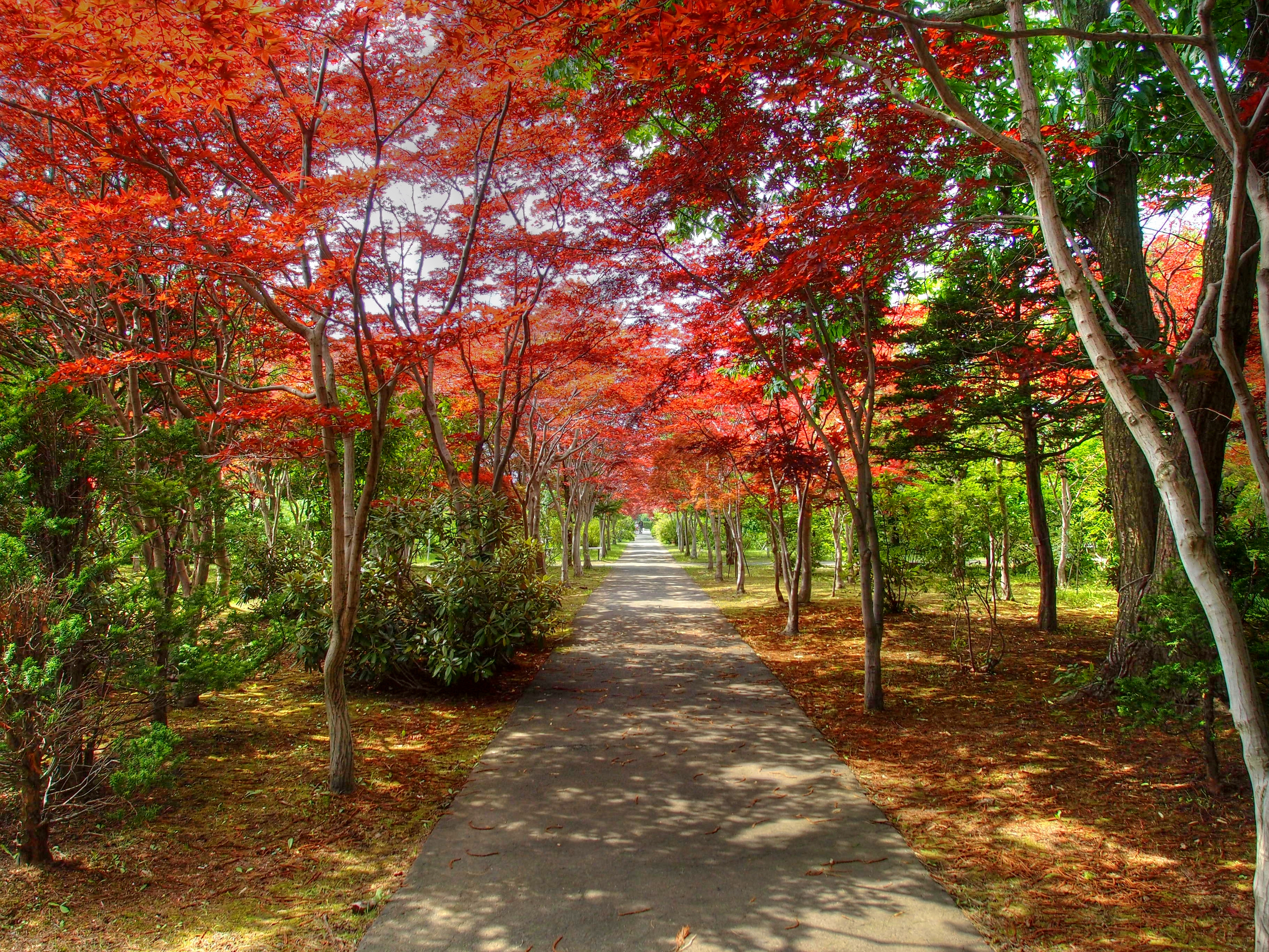
平岡樹芸センター（2016年7月）
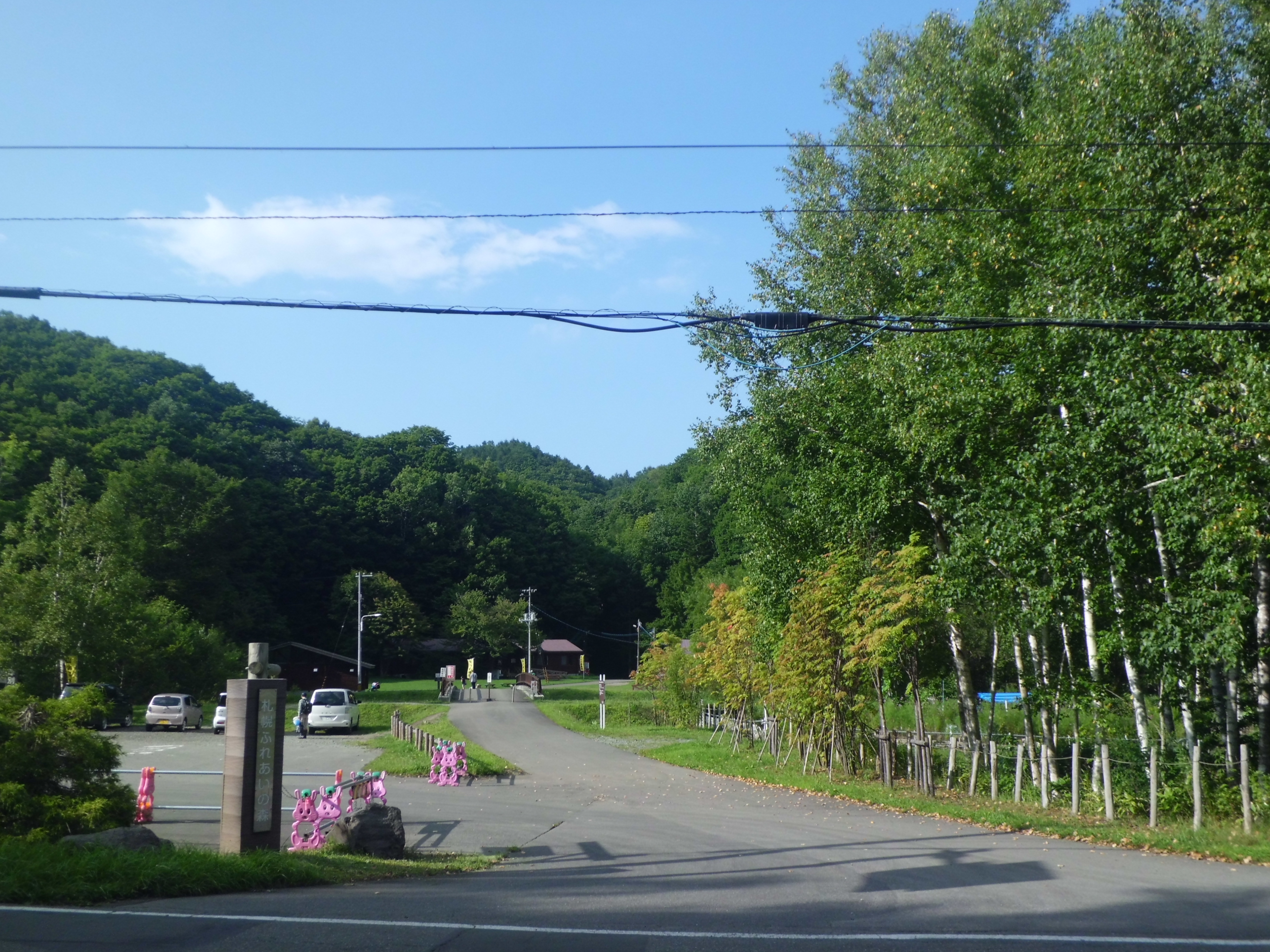
札幌ふれあいの森（2015年8月）

ゴルフ場
- 札幌芙蓉カントリー倶楽部
- ダイナスティゴルフクラブ有明
- ツキサップゴルフクラブ

## 祭事・催事
- 清田ふれあい区民まつり（7月）
- 北野ふれあい夏まつり（7月）
- 厚別神社例大祭（9月）
- 平岡ふれあい祭り（9月）

## 出身人物
50音順
・安保卓城（歌手。NORDメンバー）
- 石田祐樹（元プロサッカー選手）
- 小澤ちひろ（歌手。旧名・Candy。ユニット「LOVERSSOUL」でも活動）
- 上木彩矢（歌手）
- 紙智子[11]（政治家。参議院議員）
- 北村優子（元歌手、女優）
- 笹木勇一郎（歌手）
- 佐藤広大（ミュージシャン、ラジオパーソナリティ）
- 中原彰吾（プロサッカー選手）
- 西大伍（サッカー選手・いわてグルージャ盛岡）
- 原真祐美（元歌手、女優）
- MILLEA（歌手）
- 山崎あおい（シンガーソングライター）